# Aratlı-Curuğlu
Aratlı-Curuğlu è un comune dell'Azerbaigian situato nel distretto di Ağsu. Conta una popolazione di 556 abitanti.